# IPhone 15 Pro
iPhone 15 Pro和iPhone 15 Pro Max是由蘋果公司設計及銷售的智慧型手機，為第17代iPhone系列智慧型手機之一，亦是iPhone 14 Pro的後繼機型。

## 規格

### 設計
推出初期共有4種鈦金屬顏色，分別是原色、藍色、白色與黑色。
| 顏色 | 中文名稱   | 英文名稱         |
| ---- | ---------- | ---------------- |
|      | 原色鈦金屬 | Natural Titanium |
|      | 藍色鈦金屬 | Blue Titanium    |
|      | 白色鈦金屬 | White Titanium   |
|      | 黑色鈦金屬 | Black Titanium   |

### 硬件

#### 充電和傳輸速度
蘋果公司因應歐盟的要求，且使用多年的Lightning接口傳輸速率僅有USB 2.0的400Mbps，iPhone 15 Pro和iPhone 15 Pro Max改用USB-C接口，传输速度達到10Gbps，與USB 3.2 Gen 2×1一致。

#### 操作按钮
iPhone 15 Pro系列中取消歷代iPhone系列皆配有的静音拨片，並改用操作按钮。動態按鈕可以根據使用者的偏好設置其功能。

#### 續航
iPhone 15 Pro Max影片播放時長為29小時，iPhone 15 Pro影片播放時長為23小時。

#### 鏡頭
iPhone 15 Pro Max首次升級成潛望式長焦鏡頭，蘋果官方宣稱這顆鏡頭採用了「四重反射稜鏡」。

### 軟件
iPhone 15 Pro和iPhone 15 Pro Max出廠搭載的是iOS 17作業系統。與上代iPhone 14 Pro/Pro Max相同，配有動態島功能。

## 問題
- 機身異常發熱和後續顯示螢幕烙印

許多使用者聲稱他們的iPhone 15 Pro系列存在過熱問題，即使在日常使用時機身也有些微發熱，據報導最高溫度逼近47°C。蘋果公司表示手機的鈦合金框架並非散熱不佳的因素，然而大量用戶亦指出未使用鈦合金框架的iPhone 15也同樣存在過熱問題。蘋果公司之後確認過熱的原因是由於軟體錯誤，並在iOS 17.0.3更新中表示解決過熱問題。然而在iOS 17.0.3發佈後，用戶指出在iPhone 15和15 Pro上的過熱問題仍未解決，甚至進而出現了螢幕烙印現象。
- 對行動電源無反應或反向充電

iPhone 15系列更換為USB-C接口時也加入反向充電的功能，但一些用戶發現，使用USB-C的行動電源無法在iPhone上正常工作，甚至iPhone會嘗試對行動電源進行反向充電。

## 產品圖片

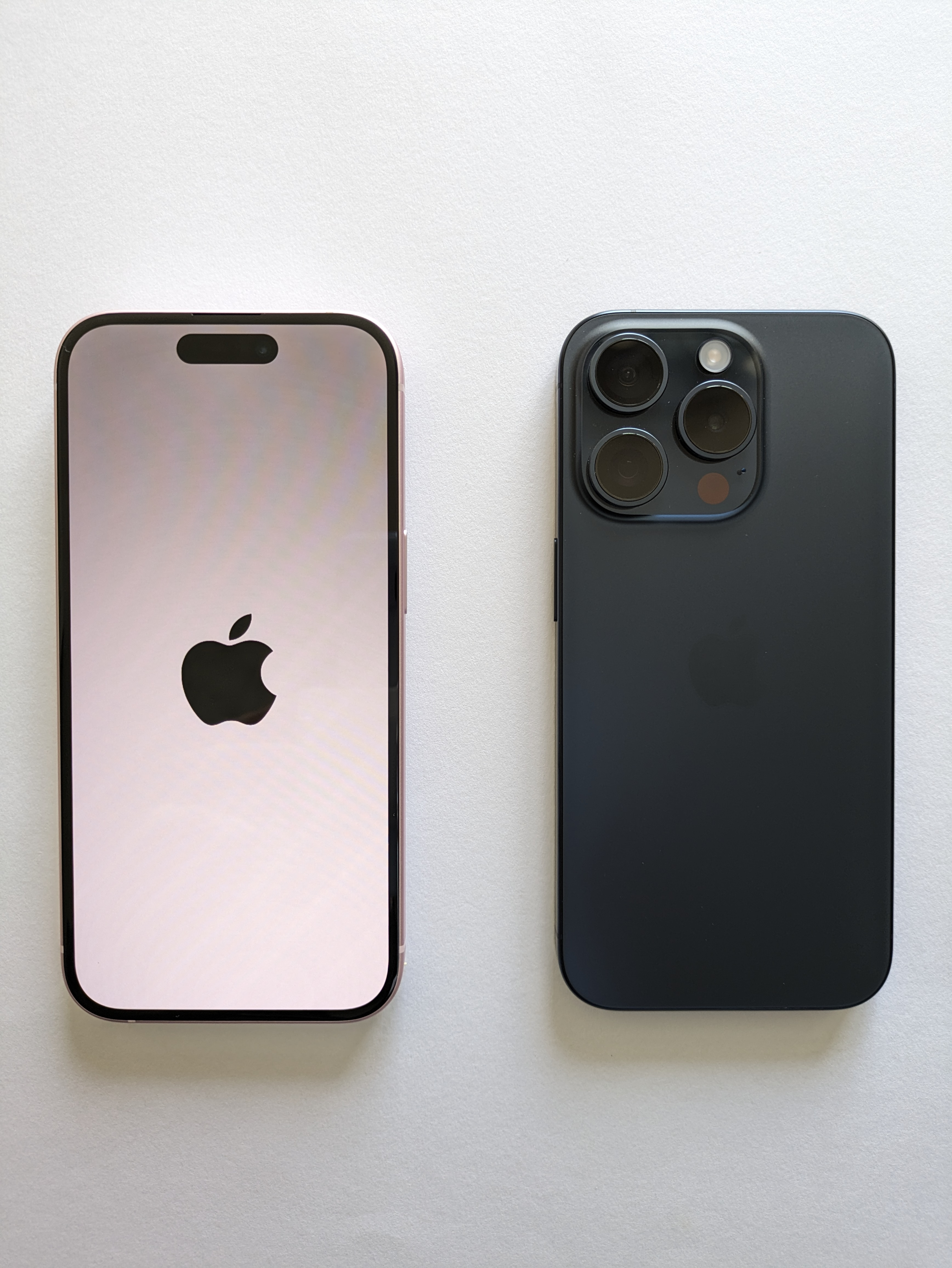
iPhone 15 Pro
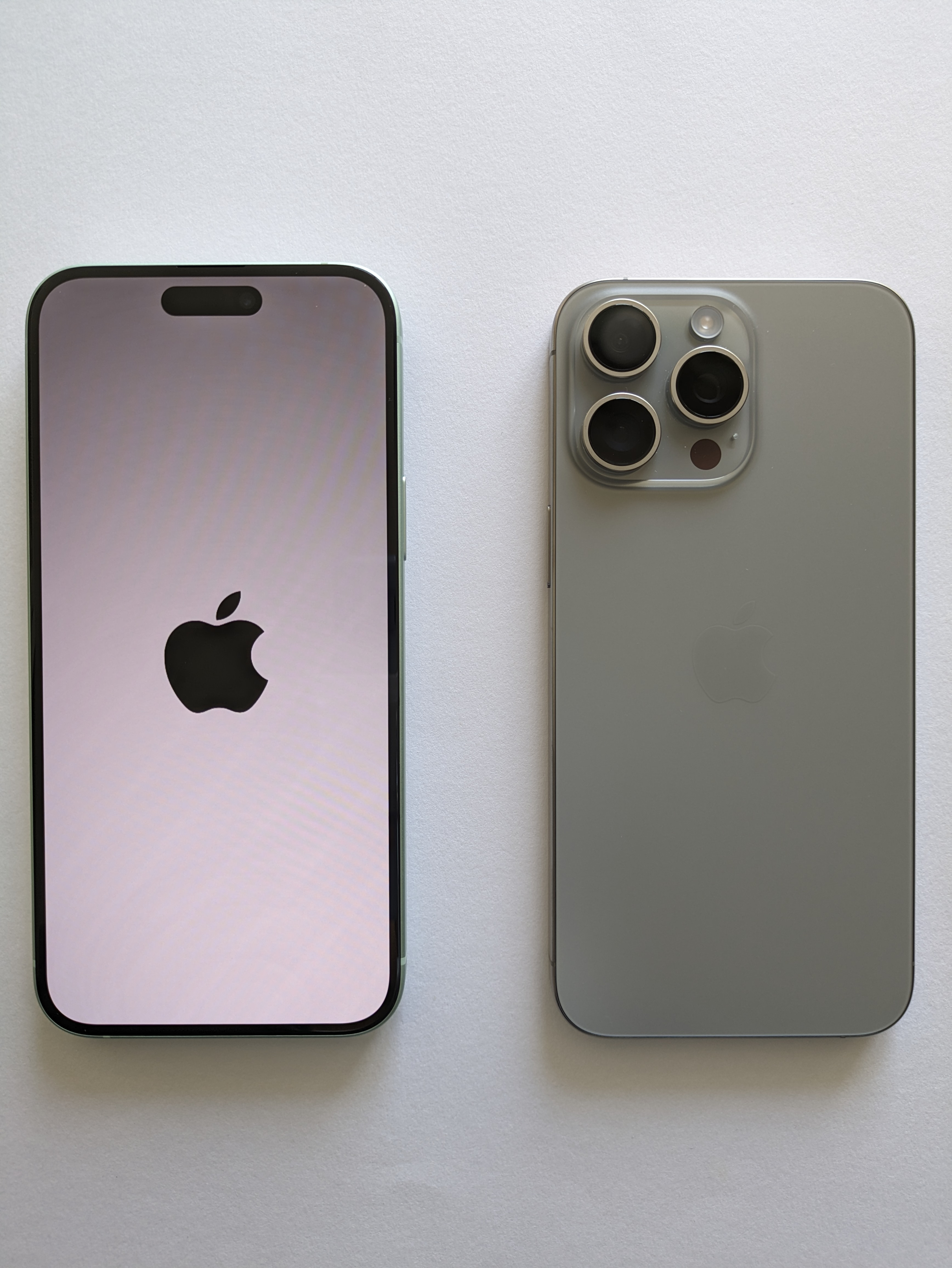
iPhone 15 Pro Max
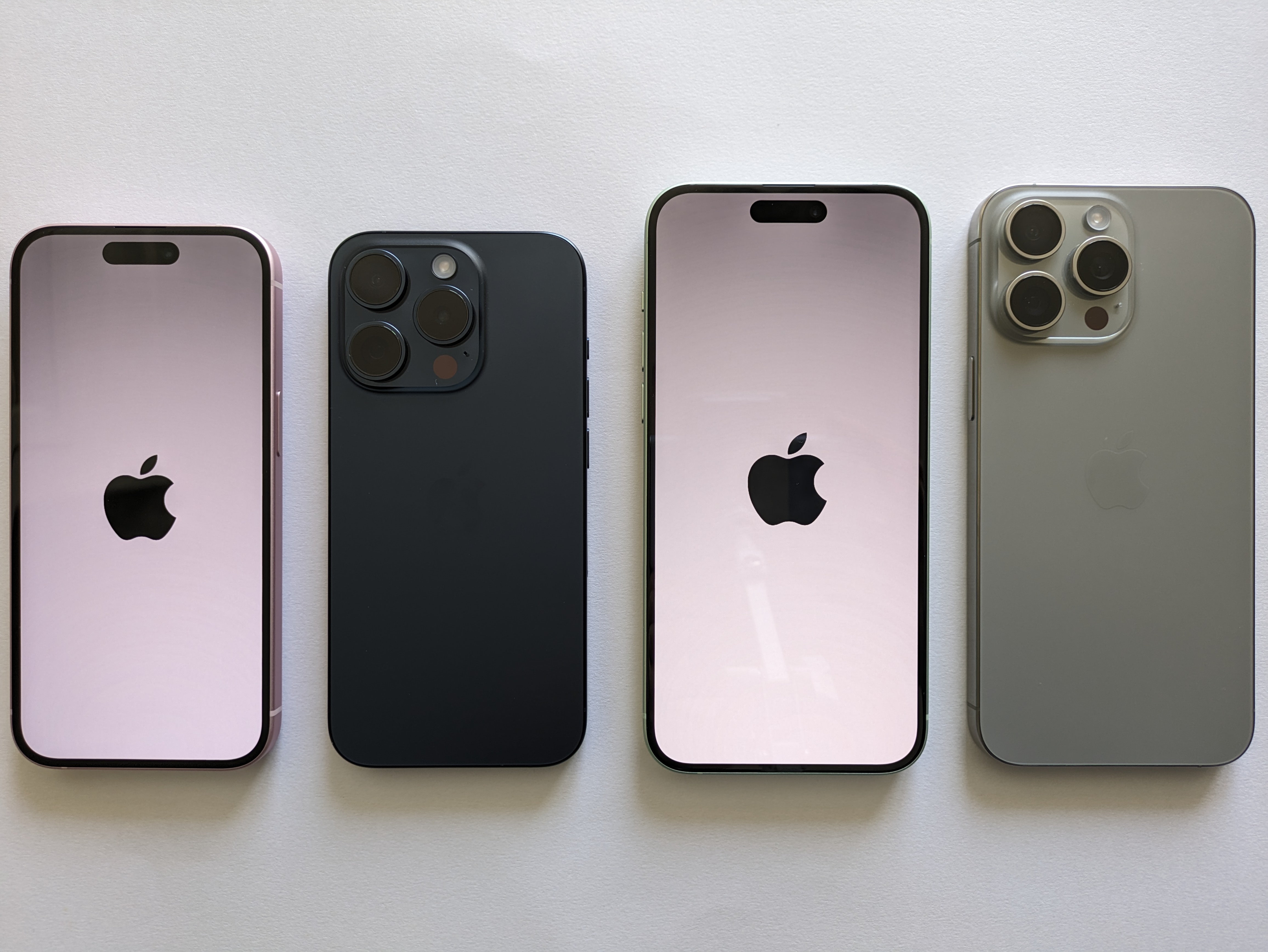
iPhone 15 Pro 系列

## 時間線
| iPhone型號年表 |
| -------------- |
|                |